# Juan Carlos Fresnadillo
Juan Carlos Fresnadillo (né le 5 décembre 1967 à Santa Cruz de Tenerife) est un réalisateur espagnol.

## Biographie
Il s'installe à Madrid en 1985 pour y faire des études de cinéma et de photographie. Il débute comme assistant de production sur des courts métrages. En 1987, il crée sa propre société de production. Le public espagnol le découvre en 1997 lors de sa nomination à l'Oscar pour son court métrage en noir et blanc, Esposados, qui remportera quarante prix nationaux et internationaux.
Fortement marqué par le crash aérien de deux Boeing 747 à Tenerife en 1977, il s'en inspire pour mettre en scène son premier long métrage, Intacto, l'adaptation cinématographique d'un roman de Primo Levi. Il reçoit de nombreux prix dont le prix Goya du meilleur nouveau réalisateur, meilleur film à Fantasporto. Son deuxième long métrage 28 Semaines plus tard (avec Catherine McCormack et Robert Carlyle) en 2007 est la suite de 28 Jours plus tard réalisé par Danny Boyle. Il fut longtemps rattaché à l'adaptation du jeu Bioshock qui sera abandonnée ainsi qu'au reboot de The Crow, qui se concrétisera bien plus tard sans lui.
Il attendra plus de dix ans avant de réaliser un nouveau long métrage, La Demoiselle et le Dragon, sorti en 2024 sur Netflix.

## Filmographie
- 1996 : Esposados (court métrage)
- 2001 : Intacto
- 2002 : Psicotaxi (court métrage)
- 2007 : 28 Semaines plus tard (28 Weeks Later)
- 2011 : Intruders
- 2024 : La Demoiselle et le Dragon (Damsel)